# Burg-Kolonie

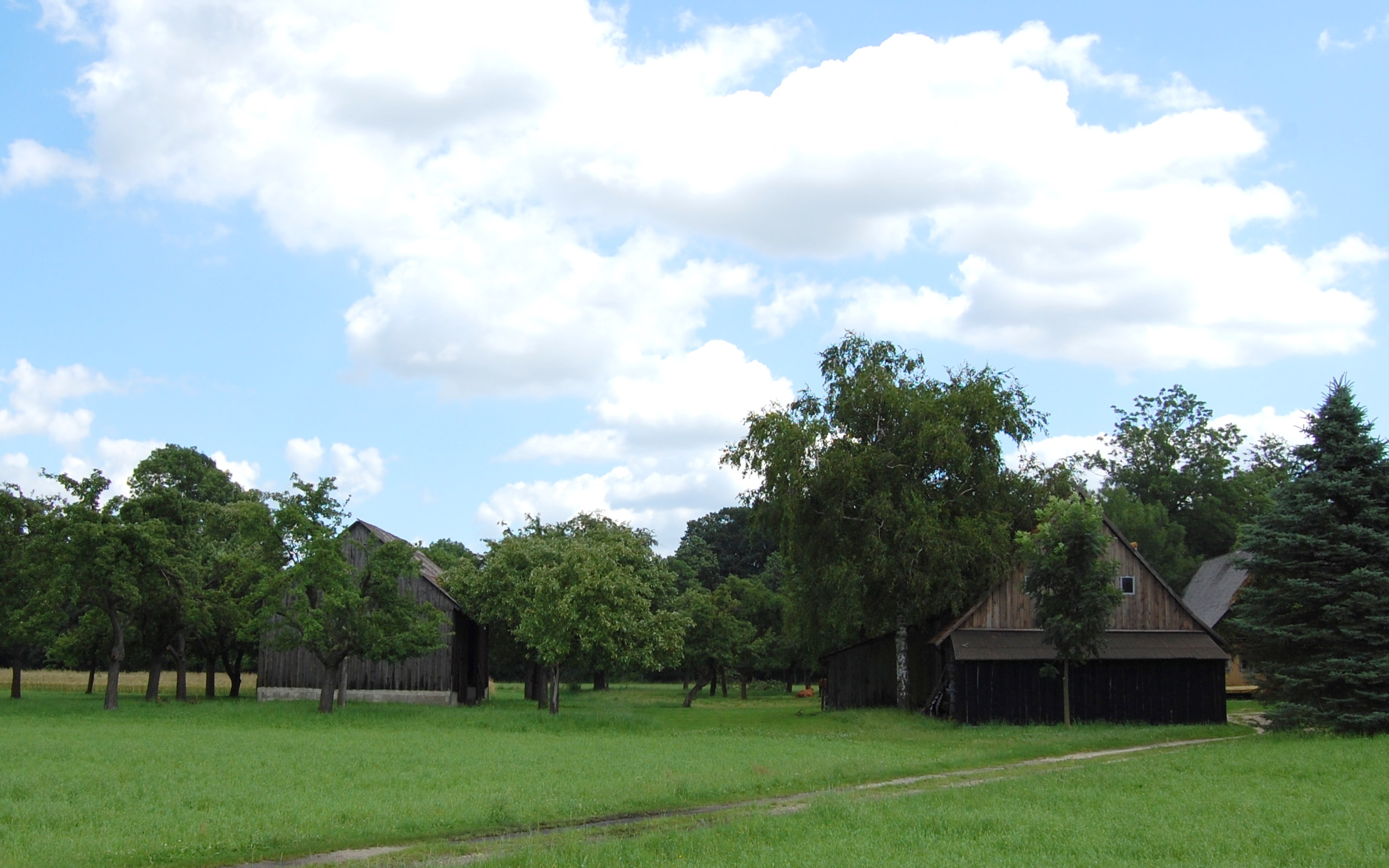
Gehöft in Burg-Kolonie

Burg-Kolonie, niedersorbisch Prizaŕske Bórkowy, ist ein im Spreewald gelegener Gemeindeteil des Ortes Burg (Spreewald).

## Lage
Burg-Kolonie erstreckt sich, für Mitteleuropa ungewöhnlich, als weitläufige Streusiedlung westlich von Burg-Dorf, dem eigentlichen Ortskern der heutigen Gemeinde Burg (Spreewald). Das Gebiet von Burg-Kolonie ist spreewaldtypisch von vielen Fließen durchzogen, die ursprünglich die einzige Verkehrsverbindung darstellten. Nördlich schließt sich der ähnlich strukturierte Ortsteil Burg-Kauper an. Burg-Kolonie gehört zum Sorbischen Siedlungsgebiet. Im Jahr 1995 hatten 20,6 % der Bevölkerung Sorbischkenntnisse; 11,3 % waren aktive Sprecher. Am östlichen Rand der Kolonie, an der Ring Chaussee, liegt die großflächige Ortslage Bleiche, die an die Leinenweberei erinnert und heute als Hotelanlage genutzt wird.

## Geschichte
Als Gemeinwesen wurde Burg-Kolonie am 31. Januar 1766 gegründet, wobei erste Ansiedlungen bereits deutlich früher bestanden. Friedrich II. von Preußen betrieb unter anderem auch im Spreewald eine Politik der Urbarmachung bisher ungenutzter Flächen und siedelte dort neue Untertanen an. Ab 1763 wurden in Burg-Kolonie 100 Grundstücke mit einer Fläche von je 18 Morgen für Kolonisten angelegt. Planungen hierfür gab es bereits seit 1750.
Die Vergabe der Grundstücke erfolgte an Ausländer, also Nicht-Preußen, vornehmlich Sachsen, aber auch Böhmen, Schlesier und Österreicher. Die Siedler wurden Eigentümer der allerdings erst urbar zu machenden Flächen, konnten sie vererben, wurden vom Militärdienst freigestellt und hatten weitere Privilegien. Allerdings war der Verkauf der Grundstücke an Einheimische vor der dritten Generation untersagt. Trotzdem kamen letztlich auch einheimische Siedler zum Zug. 1772 gab es 65 ausländische und 32 einheimische Siedler in Burg-Kolonie. In dieser Zeit entstanden auch diverse neue Fließe mit einer Länge von 55 Kilometern, um alle Gehöfte zu erreichen.
Eingepfarrt waren die Bewohner in die Pfarrkirche Burg des Ortes Burg-Dorf. 1852 zählt Burg-Kolonie 860 Einwohner. Dorfschulze war um 1802 Gottlieb Krüger, 1852 Martin Dahlay. 1834 erhielt Burg-Kolonie ein für 70 Schüler vorgesehenes Schulhaus, welches 1852 erweitert wurde: Die Schülerzahl hatte sich verdoppelt.
An Gewerken ist 1852 ein Schuhmacher, fünf Tischler, ein Schmied und vier Schankwirte verzeichnet. Im Winter waren außerdem noch 15 Leinenweber tätig.
1960 wurde das bis dahin selbständige Burg-Kolonie nach Burg eingemeindet.

## Bauwerke
In Burg-Kolonie sind mehrere in Blockbauweise errichtete Wohnstallhäuser vom Ende des 18. Jahrhunderts erhalten.